# Rautjärvi (sjö i Padasjoki, Päijänne-Tavastland)
Rautjärvi är en sjö i kommunen Padasjoki i landskapet Päijänne-Tavastland i Finland. Sjön ligger 127,2 meter över havet. Den är 13,26 meter djup. Arean är 1,22 kvadratkilometer och strandlinjen är 9,18 kilometer lång. Sjön  ingår i Kumo älvs huvudavrinningsområde.   Den ligger omkring 45 km nordväst om Lahtis och omkring 130 km norr om Helsingfors. 
I sjön finns öarna Pökkösaaret, Puolisaaret och Nuutinsaari. Öster om Rautjärvi ligger den lilla sjön Kortejärvi, söder om Rautjärvi den större Jamoinjärvi och sydväst om Rautjärvi ligger orten Auttoinen. 